# Annenheim (Laßnitzhöhe)
Das Annenheim ist ein ehemaliges landwirtschaftliches Anwesen und liegt in der Marktgemeinde Laßnitzhöhe in der Steiermark in Österreich. 

## Lage
Es befindet sich am Plateau des Buckelbergs, etwas oberhalb der Kreuzung des Greimelweges mit der Laßnitzhöher Hauptstraße. Das Annenheim und die Pension Waldlust bilden zwei Stationen des Laßnitzhöher Villenwanderwegs.

## Geschichte
Das Annenheim entstand auf dem Grund der Liegenschaft „Schwarzweber“ in der Zeit nach dem Bau der Westungarischen Eisenbahn. Es ist damit die älteste Villa, die in Laßnitzhöhe gebaut wurde. Damals stellte das Anwesen Schwarzweber den östlichsten bäuerlichen Betrieb der Gemeinde Wöbling dar und grenzte an Nestelbach bei Graz; durch die Gemeindezusammenlegung 1951 entstand die neue Gemeinde Laßnitzhöhe, in die die Nestelbacher Ortschaft Buckelberg eingegliedert wurde.
1905 erwarb das Ehepaar Leonhard und Maria Rohrer das Annenheim und über drei Generation bestimmte diese Familie die Geschicke des Gebäudes. 1911 wurde die Restauration des Annenheims, die heutige Pension Waldlust, 1913 drei Wohnhäuser entlang der Zufahrt zum Annenheim verkauft. Bis in die 1960er-Jahre wurde das Annenheim als Pension betrieben, danach baute Erich Bretschneider es in eine Praxis für Allgemeinmedizin um und betrieb diese bis zu seiner Pensionierung. Danach lebte er bis zu seinem Tod im Annenheim.

## Pension Waldlust und Villa Rose
In der seit 1911 selbstständigen Restauration, damals nach ihrer Besitzerin Fischer benannt, machte auch der steirische Heimatdichter Peter Rosegger zwischen 1910 und 1917 mehrfach Urlaub. 1935 wurde ein Gebäude an die Familie Vötsch verkauft, das diese ausbaute und als Villa Rose bekannt war. Das Gebäude wurde abgetragen.
Die Waldlust wurde mehrfach umgebaut und wird gegenwärtig als Pension betrieben. Aus der Zeit des Umbaus von 1983 stammt auch die Malerei auf Putz von Heribert Deutsch. Das als Buckelbauernkreuz bezeichnete Wetterkreuz ist seit dem frühen 19. Jahrhundert nachweisbar und steht an der Abzweigung von der Hauptstraße vor den Sturmannvillen. Am Osthang des Buckelberges befand sich früher die Bezirksschottergrube.